# Serenata

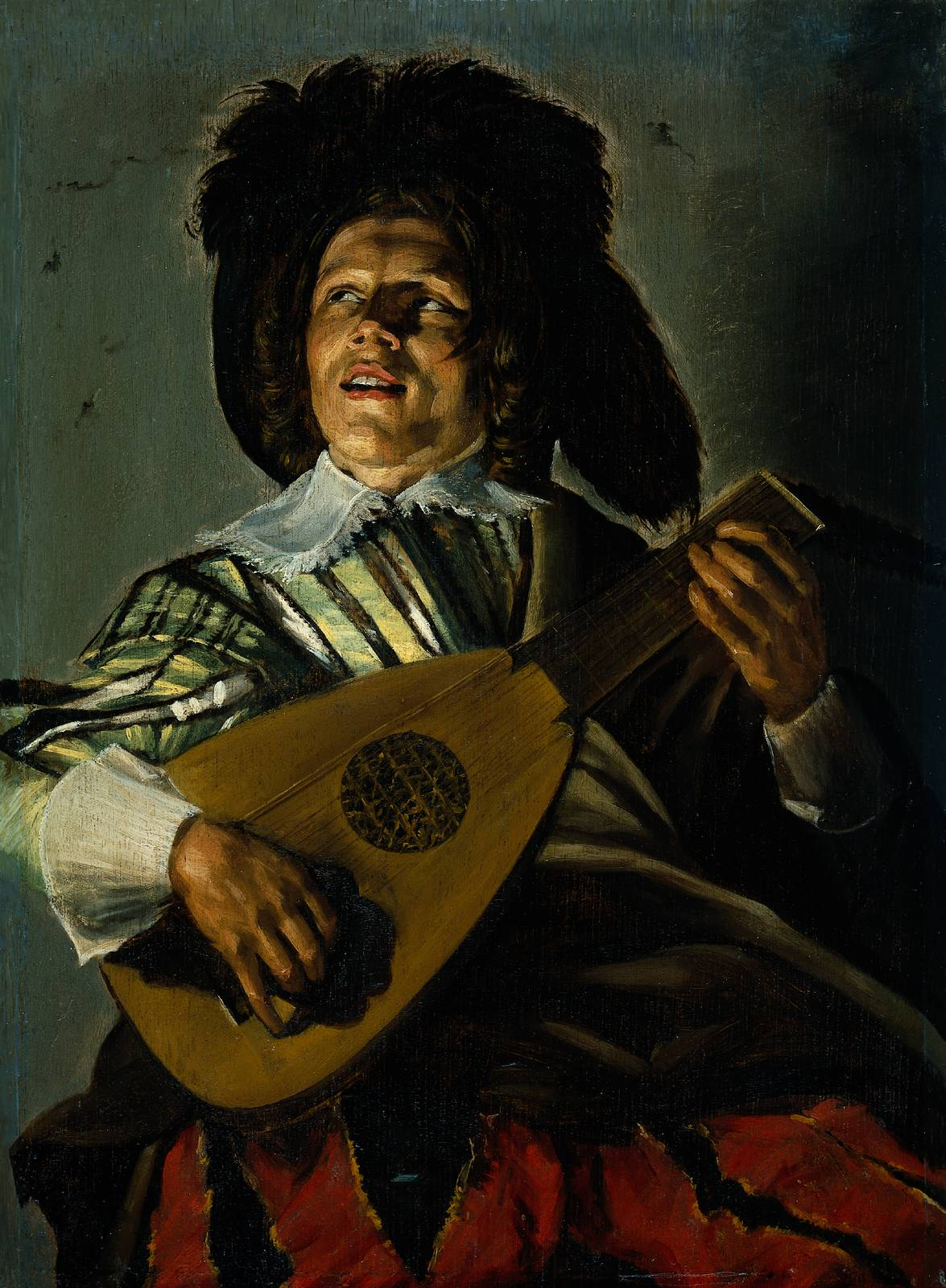
Serenade, dipinto di Judith Leyster

La serenata è generalmente una composizione musicale e/o una rappresentazione in onore di qualcuno.
Ci sono tre categorie generali di serenate nella storia della musica:
- Nella più antica usanza, la quale sopravvive ancora oggi come genere informale, una serenata è una composizione suonata e/o cantata per un/un'amante, amico/a o un'altra persona che deve essere onorata, tipicamente di sera sotto una finestra. La tradizione di questo tipo di serenata ebbe inizio nel Medioevo o nel Rinascimento e la musica di questo genere non seguiva una particolare forma, a parte il fatto che fu tipicamente cantata da una persona che accompagna sé stessa mediante uno strumento portabile, come ad esempio la chitarra o il liuto. Lavori di questi tipo apparirono anche in periodi successivi, ma usualmente in un contesto che faceva uno specifico riferimento a un'epoca passata (il più famoso esempio è la serenata presente nel Don Giovanni di Mozart).
- Nel periodo barocco una serenata era un tipo di cantata drammatica rappresentata all'esterno durante la sera, nella quale venivano usati componenti sia vocali sia strumentali. Tra i compositori di questo tipo di serenata si ricordano Alessandro Stradella, Alessandro Scarlatti, Johann Joseph Fux, Johann Mattheson, Antonio Caldara e Antonio Vivaldi. Usualmente erano lavori in larga scala rappresentati su un piccolo palcoscenico; si trattava quindi di una via di mezzo tra una cantata e un'opera. La maggiore differenza tra una cantata e una serenata, attorno al 1700, era che la serenata era messa in scena all'aperto e perciò si potevano usare strumenti che sarebbero stati troppo sonori in una piccola sala (ad esempio trombe, corni e tamburi). In passato il termine serenata fu incorrettamente associato a sera. Questa etimologia influenzò a lungo l'interpretazione della parola, la quale fu usata anche per denotare una serenata di un amante, o una serenata come componimento musicale (ad esempio la Serenata notturna K239 di Mozart).
- Il più importante e diffuso genere di serenata nella storia della musica è un lavoro per un ampio gruppo di strumenti in più movimenti che una successione e un ordine prefissato, connesso al divertimento e alla cassazione, e fu principalmente composto nel classicismo e nel romanticismo, sebbene alcuni esempi ci giungono anche dal XX secolo. Tipicamente in questo lavoro il carattere è più luminoso degli altri generi a più movimenti (ad esempio la sinfonia) e viene data minor importanza agli sviluppi tematici e drammatici. La maggior parte di queste composizioni ci giungono dall'Italia, Germania, Austria e Boemia. Tra gli autori, invece, Mozart, Salieri e in tempi più recenti Brahms.

I più famosi esempi di serenate dal XVIII secolo sono indubbiamente quelli di Mozart, i quali sono usualmente lavori di oltre quattro movimenti e talvolta raggiungono anche i dieci. Il tipico organico per una serenata di questo genere può essere costituito da fiati affiancati da contrabbassi e viole: strumenti che potevano essere suonati stando in piedi, trattandosi di esecuzioni all'aria aperta. Frequentemente le serenate iniziano e finiscono con movimenti con carattere simile a quello della marcia. Mozart produsse parecchi esempi di questo tipi, fra le quali si ricordano la Serenata Haffner K.250/248b (da non confondere con la sinfonia omonima K.385) e Eine Kleine Nachtmusik, la quale atipicamente presenta solo strumenti ad arco.